# Рейнджърс де Талка
Клуб Сосиал де Депортес Рейнджърс (на испански: Club Social de Deportes Rangers), е чилийски професионален футболен отбор от Талка, регион Маулу. Основан е на 2 ноември 1902 г. и е един от най-старите отбори в страната. Играе в чилийската втора дивизия. Двукратен вицешампион на Примера Дивисион и трикратен шампион на дивизия.

## История
Отборът е основан под името ФК Рейнджърс. То е предложено от шотландеца Хуан Грийнстрийт и е препратка към Глазгоу Рейнджърс, като първоначално не среща одобрението на останалите съоснователи, защото звучи прекалено чуждестранно. За произхода на червеночерните фланелки има различни версии – например че жената, която е шила екипите е разполагала само тези два цвята плат или че това са цветовете на канадските конни рейнджъри; като най-вероятни обаче се посочват две други версии – че това са цветовете на Втора Бригада на пожарната в града, където част от футболистите са доброволци и че те са заимствани от червеночерните чорапи, с които Глазгоу Рейнджърс играе в първите години на 20 век.
През първия половин век от съществуването си Рейнджърс е с аматьорски статут. Чак през 1952 г. участва за първи път в професионалната втора дивизия и веднага печели второто място и промоция за първа дивизия, където играе без прекъсване до 1976 г. Първия си голям успех отборът постига през 1969 г., завършвайки на второ място в елита. Това класиране дава право на участие в турнира за Копа Либертадорес през 1970 г., но там Рейнджърс остава на последно място в предварителната си група. От средата на 70-те години до днешни дни тимът се превръща в типичния т.нар. „отбор-асансьор“, записвайки общо 17 изпадания и промоции между първа и втора дивизия. Към успехите си добавя три шампионски титли на втора дивизия, а в турнира Апертура през 2002 г. за втори път в историята си завършва на второ място в Примера Дивисион, губейки на финала с общ резултат 5:1 от Универсидад Католика.
В турнира Клаусура през 2009 г. треньорът на тима допуска грешка в последния кръг, пускайки на терена едновременно пет чужденци и надвишавайки по този начин максималния позволен брой. Заради това на Рейнджърс са отнети три точки и така той се оказва на предпоследно място в класирането, което означава директно изпадане, вместо участие на бараж за оставане в елита. Рейнджърс подава жалба в съда, който отменя провеждането на баражите докато вземе решение по въпроса; ФИФА обаче заплашва да изхвърли националния отбор на Чили от световното първенство през 2010 г. в случай че съдът продължи да се занимава с делото. В крайна сметка Рейнджърс оттегля иска си и не се стига до тази драстична мярка.

## Футболисти

### Известни бивши футболисти
- Анхел Лабруна
- Висенте Кантаторе
- Иван Асокар
- Исмаел Фуентес
- Кристиан Майдана
- Хуан Сото Мура

## Успехи
- Примера Дивисион:
  - Вицешампион (2): 1969, 2002 А
- Примера Б:
  - Шампион (3): 1988, 1993, 1997 А
  - Вицешампион (5): 1952, 1977, 2000, 2007, 2011
- Копа Чиле:
  - Финалист (1): 1996
- Кампеонато де Апертура де ла Сегунда Дивисион де Чиле:
  - Финалист (1): 1980
- Асосиасион де Футбол де Талка:
  - Шампион (6): 1914, 1930, 1931, 1932, 1945, 1948

## Рекорди
- Най-голяма победа: 7:1 срещу Магаянес, Примера Дивисион, 4 декември 1966 г.
- Най-голяма загуба: 9:1 срещу Сантяго Морнинг, Примера Дивисион, 1982 г.
- Най-много голове в Примера Дивисион: Хуан Сото Мура – 81[5]
- Най-много мачове: Иво Асокар – 386